# Maria Bociańska-Radomska
Maria Bociańska-Radomska (ur. 7 lipca 1889 roku w Pleszewie – zm. 20 lipca 1965 roku tamże) – uczestniczka strajków szkolnych, powstania wielkopolskiego i działaczka społeczna.

## Życiorys
Urodziła się w rodzinie chłopskiej, jako córka Wojciecha i Wiktorii ze Stefaniaków. Była siostrą Ludwika, pułkownika i wojewody, oraz Jana, dyplomaty. W siódmej klasie szkoły powszechnej przyłączyła się do strajku szkolnego, w którym wytrwała 3 lata, od 1902 do 1905. Wraz z Marią Majewską była jedną z dwóch najdłużej strajkujących uczennic - w latach 1902-1905 nie odpowiadały na lekcjach religii w języku niemieckim. Władze szkolne przedłużyły im czas nauki o dwa lata. Strajki uniemożliwiły jej dalszą naukę, którą zmuszona była kontynuować samodzielnie, jednocześnie prowadząc tajne nauczanie najmłodszych dzieci. Była bibliotekarką Towarzystwa Czytelni Ludowych, działała w Towarzystwie Zupełnej Wstrzemięźliwości od Napojów Alkoholowych „Wyzwolenie”. W 1916 roku założyła drużynę skautową im. Królowej Jadwigi, której została drużynową. W listopadzie 1918 roku weszła w skład Rady Ludowej powiatu pleszewskiego. Wzięła udział w powstaniu wielkopolskim jako sanitariuszka. Należała do Związku Obrony Kresów Zachodnich, była matką chrzestną sztandaru organizacji „Rodziny Powstańców Wielkopolskich”.
W czasie niemieckiej okupacji w jej domu odbywały się komplety tajnego nauczania i wieczory kulturalne.
Jej mężem był od 1917 roku działacz społeczny Władysław Radomski. Prowadzili gospodarstwo rolne, mieli siedmioro dzieci.
Zmarła w Pleszewie i tam została pochowana na cmentarzu parafialnym.

## Ordery i odznaczenia
- Krzyż Kawalerski Orderu Odrodzenia Polski
- Krzyż Niepodległości
- Wielkopolski Krzyż Powstańczy
- Odznaka „Walka o Szkołę Polską”.